# Brjansk
Brjansk (Russisch: Брянск) is een stad in Rusland, hoofdstad van de oblast Brjansk. De stad ligt aan de rivier de Desna, zo'n 370 kilometer ten zuidwesten van Moskou.
Burgemeester van de stad is Ivan Taroesov (sinds 15 maart 2005).

## Geschiedenis
De stad wordt voor het eerst in een kroniek vermeld onder het jaar 1146 als Dobrjansk. Uit archeologische opgravingen in 1976-79 is gebleken dat de eerste nederzettingen op de locatie van het huidige Brjansk dateren uit de jaren 80 van de 10e eeuw. Als officiële stichtingsdatum van de stad wordt 985 aangenomen.
De stad was oorspronkelijk eigendom van de Tsjernigovse tak van de Ruriken. In de 13e eeuw werd Brjansk zelfstandig, maar het kon de vele aanvallen van de Gouden Horde en het Groothertogdom Litouwen niet afslaan. Rond 1500 werd de stad onderdeel van het Grootvorstendom Moskou.
In de 17e eeuw werd Brjansk een belangrijke handelsstad met grote jaarmarkten. Bij decreet van tsaar Peter de Grote werd de eerste scheepswerf in de stad gebouwd. De oorlogen tegen Azov en Zweden brachten Brjansk grote bloei. In 1788 werd er een wapenfabriek geopend. Napoleon probeerde in 1812 meermaals de strategisch belangrijke stad te veroveren, maar faalde.
Onder het sovjetbewind werden in Brjansk nieuwe industrieën gevestigd, waaronder elektriciteitscentrales en spoorwegfabrieken.
Tijdens de Tweede Wereldoorlog was Brjansk bezet door de nazi's en werden veel gebouwen verwoest. In de bossen rond de stad was een grote verzetsorganisatie actief. In 1944 werd Brjansk de hoofdstad van de nieuwe oblast Brjansk.

## Economie en verkeer
Brjansk is een belangrijke industriestad. Er worden onder andere elektronische onderdelen, turbines en locomotieven geproduceerd. De stad is een spoorwegknooppunt met een groot rangeerstation.

## Hoger onderwijs
- Instituut voor Transportmachinebouw Brjansk
- Agrarische Hogeschool Brjansk
- I.G. Petrovski-universiteit Brjansk
- Technologische Staatsacademie Brjansk
- Agrarische Staatsacademie Brjansk
- Technische Staatsuniversiteit Brjansk

## Geboren in Brjansk
- Naum Gabo (1890-1977), beeldhouwer
- Vladlen Veresjtsjetin (1932-2024), hoogleraar, rechtsgeleerde en rechter
- Viktor Afanasjev (1948), ruimtevaarder
- Nadezjda Olizarenko (1953-2017), atlete
- Sergej Soechoroetsjenkov (1956), wielrenner
- Jelena Kovtun (1966), tafeltennisspeelster
- Svetlana Kriveljova (1969), atlete
- Igor Koerasjov (1972), basketbalspeler
- Larisa Koerkina (1973), langlaufster
- Olga Rjabinkina (1976), atlete
- Andrij Nesmatsjny (1979), voetballer
- Jelena Soboleva (1982), atlete
- Joelia Tsjermosjanskaja (1986), atlete
- Ian Nepomniachtchi (1990), grootmeester schaken